# Fritz T. Epstein
Fritz Theodor Epstein (* 20. August 1898 in Saargemünd, Reichsland Elsaß-Lothringen; † 6. Dezember 1979 in Lüneburg) war ein deutsch-US-amerikanischer Historiker für Osteuropäische Geschichte. Deutsch-jüdischer Abstammung, emigrierte er 1933 mit seiner Frau Herta geb. Bertelsmann und den zwei Kindern über London in die USA. Epstein kehrte im Alter nach Deutschland zurück und heiratete nach dem Tode seiner Frau ein zweites Mal.

## Leben
Epstein war der Sohn des Mathematikers Paul Epstein. Durch seine Mutter, eine geborene Wiesengrund, war er mit Theodor Adorno verwandt. Sein Sohn Klaus Werner Epstein wurde ebenfalls Historiker.
Epsteins Studium an der Ruprecht-Karls-Universität Heidelberg wurde durch den Ersten Weltkrieg unterbrochen. Nach dem Krieg nahm er das Studium wieder auf und promovierte 1924 in Berlin über die zaristische Verwaltung Russlands im 15. bis 17. Jahrhundert. Epstein arbeitete an seiner Habilitationsschrift über die Beziehungen der Sowjetunion zu den Westmächten 1917–1920 und deren Intervention im Russischen Bürgerkrieg an der Universität Hamburg bei Richard Salomon (1926–1931) und an der Universität Frankfurt am Main (1932–1933). Eine Habilitation und Universitätslaufbahn wurde 1933 durch die Machtübernahme durch die NSDAP blockiert. Mit Unterstützung des Academic Assistance Council (AAC) gelang ihm mit seiner Familie 1933 die Emigration nach London, dann 1936 in die USA. Er lehrte an der Harvard University (1937–1943) und arbeitete während des Krieges für das U.S. State Department. Von 1948 bis 1951 war Epstein Kurator der Central European and Slavic Collections der Hoover Library der Stanford University, 1951–1960 USSR & Central European Specialist der Library of Congress, seit 1962 Professor an der Fakultät der Indiana University Bloomington und Kurator der dortigen Slavic Collection. 

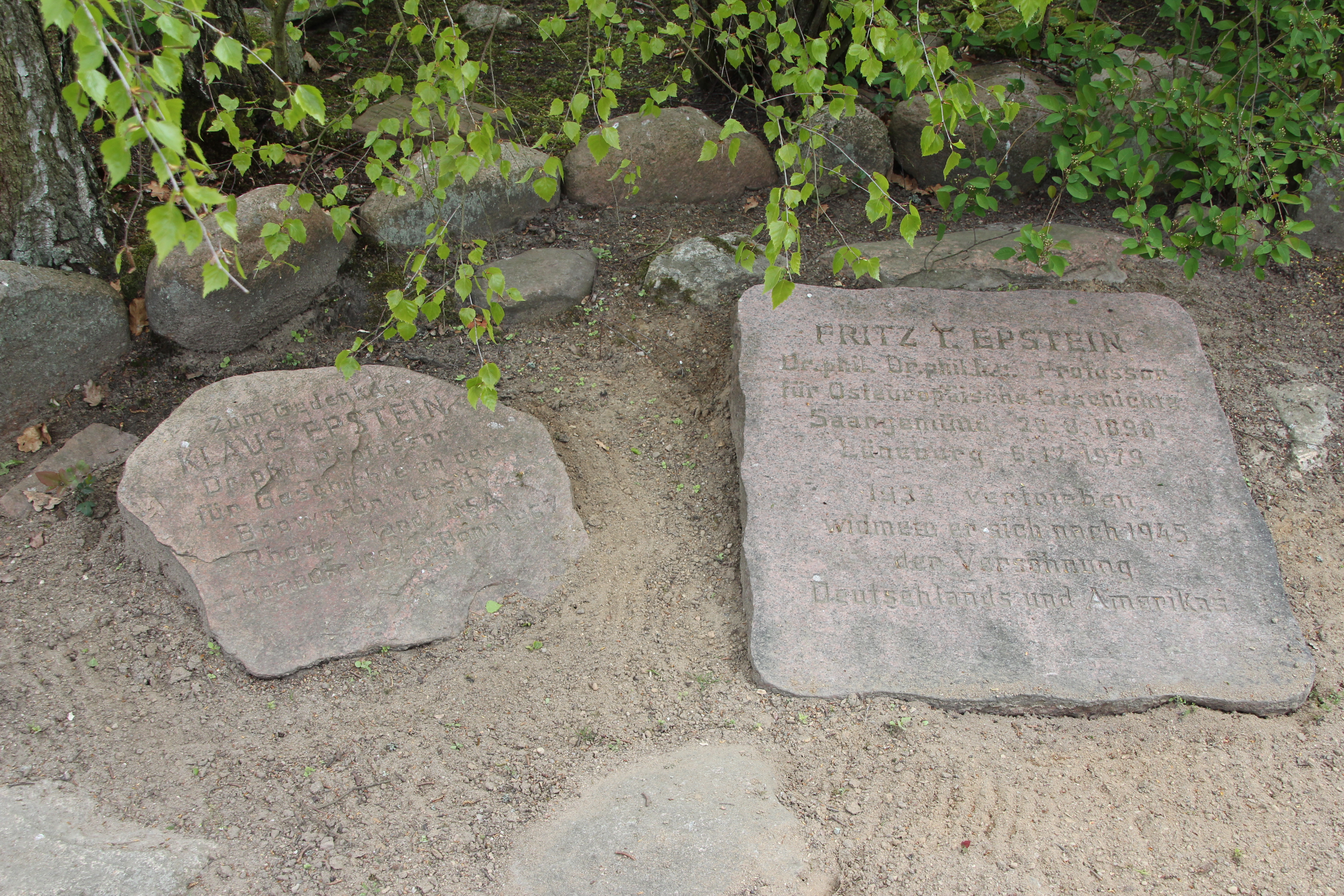
Epsteins Grab mit Gedenkstein für seinen Sohn Klaus Epstein auf dem Rehlinger Friedhof zu Amelinghausen

 Nach dem Krieg war er oft forschend und lehrend in Deutschland tätig, so unter anderem als Herausgeber der Dokumente zur deutschen auswärtigen Politik 1918–1945 und als Gastprofessor an den Universitäten Bonn, Freiburg und Hamburg.
Nach seiner Emeritierung 1969 kehrte Epstein nach Deutschland zurück. Epstein war in lebenslanger Freundschaft mit Erna Christine Kresina, der späteren Frau des Malers Erwin Vollmer, verbunden. Ihr Briefwechsel wurde nur durch den Krieg unterbrochen. Nachdem beide verwitwet waren, heirateten sie im Alter.

## Auszeichnungen
- Honorarprofessuren der Universitäten Bonn (1961) und Freiburg (1974)
- Ernennung zum Professor emeritus der Johann Wolfgang Goethe-Universität, Frankfurt am Main
- 1969/70 Wahl zum Vorsitzenden der Conference Group for Central European History der American Historical Association
- Bundesverdienstkreuz 1. Klasse (25. April 1959)[2]
- 1968 Dr. h. c. der Universität Hamburg

## Ehrungen

### Fritz-Theodor-Epstein-Preis
Der Verband der Osteuropahistorikerinnen und -historiker e. V. (VOH) verleiht alle zwei Jahre den Fritz-Theodor-Epstein-Preis als Auszeichnung für hervorragende Dissertationen oder Erstlingsarbeiten aus dem Gesamtbereich der Osteuropäischen Geschichte.
Zu dem Preisträgern zählen (Auswahl):
- 2010 Jörn Happel
- 2004 Frithjof Benjamin Schenk
- 2002 Matthias Stadelmann
- 2000 Anna Veronika Wendland
- 1998 Eva Tenzer
- 1992 Dietmar Neutatz
- 1990 Gabriele Lesser

## Schriften (Auswahl)
- Staden, Heinrich von: Aufzeichnungen über den Moskauer Staat. Nach der Handschrift des Preußischen Staatsarchivs in Hannover. Hrsg. von Fritz T. Epstein. 2., erweiterte Aufl. Cram, De Gruyter, Hamburg 1964.
- The American bibliography of Russian and east European studies for 1966 (= Russian and East European series).
- Germany and the East. Indiana University Press, Bloomington 1973.